# Adamo di Marsh
Adamo di Marsh (in latino: de Marisco; ... – 18 novembre 1259) è stato un teologo francescano inglese.
Probabilmente nativo del Somerset, fu discepolo di Roberto Grossatesta; nel Capitolo generale di Assisi del 1239 si schierò per un ritorno al primitivo spirito della regola francescana. Tra il 1247-1248 e il 1249-1250 fu il primo insegnante francescano ad Oxford: ebbe tra i suoi allievi John Peckham. 
Godette di grande fama e Ruggero Bacone, con Roberto Grossatesta, lo celebrò quale uno tra i «maggiori chierici del mondo, perfetti nella scienza divina e umana».